# Traveller (film)
Pour les articles homonymes, voir Traveller.
Pour plus de détails, voir Fiche technique et Distribution.
Traveller est un film irlandais réalisé par Joe Comerford, sorti en 1981.

## Synopsis
Un couple de contrebandiers tente de rejoindre l'Irlande du Nord.

## Fiche technique
- Titre : Traveller
- Réalisation : Joe Comerford
- Scénario : Neil Jordan
- Musique : Davy Spillane
- Photographie : Thaddeus O'Sullivan
- Montage : Joe Comerford
- Production : Joe Comerford et Margaret Williams
- Société de production : An Chomhairle Ealaíon et Raidió Teilifís Éireann
- Pays :  Irlande
- Genre : Drame
- Durée : 81 minutes
- Dates de sortie : 
  -  Irlande : 25 septembre 1981

## Distribution
- Judy Donovan : Angela Devine
- Davy Spillane : Michael Connors
- Alan Devlin : Clicky
- Johnny Choil Mhaidhc : Devine
- Paddy Donovan : M. Connors

## Distinctions
Le film a été présenté en sélection officielle en compétition au festival international du film de Locarno 1982 et a remporté une mention spéciale (cette année-là, le Léopard d'or n'a pas été attribué par le jury mais remplacé par quatre mentions spéciales).